# Comtat d'Ístria (medieval)
El comtat d'Ístria fou un territori dependent inicialment del ducat de Baviera i després del de Caríntia, constituït el 955. Els seus comtes portaven el títol de comtes i marquesos (marcgravis) fins al 1062, en què el títol comtal fou l'únic emprat. Va pertànyer als Eppenstein i als Sponheim, i el 1173 va passar a la casa d'Andechs-Meran fins al 1267, que va formar part del comtat de Gorizia (Görz, en alemany) governat per la dinastia de comtes de Lurngau, el qual, des del 1373, per un pacte successori, va passar als Habsburg.
Actualment el comtat d'Ístria és una divisió administrativa de Croàcia, anomenada en croat Istarska Županija.